# Београд вукови
Вукови Београд је српски клуб америчког фудбала из Београда. Основан је 2003. године и један је од оснивача америчког фудбала у Србији. Клуб је десет пута био првак Суперлига Србије, а шест пута је освајао и регионалну ЦЕФЛ лигу.

## Историја

### Почетак и први успеси
Први меч, који је уједно и први меч америчког фудбала у Србији, Вукови су одиграли 22. марта 2003. године против Вајлд борса у Крагујевцу на стадиону фудбалског клуба Јадран пред око 500 гледалаца, а тријумфовали су Вепрови са 15:14. Дана 26. октобра оджана је оснивачка скупштина на којој је присуствовало седам клубова, међу којима су били и Вукови. На новом састанку у фебруару је одлучено да лига крене, али без опреме и по NCAA правилима. Финална утакмица је одиграна 7. новембра 2004. године на стадиону Чика Дача у Крагујевцу, а Вукови су у финалу изгубили са 21:6
Следеће године се играло по куп систему. Као и прошле године у финалу су се састали Вујови и Вепрови. Меч је одигран на стадиону Обилића 19. јуна 2005, и завршен је победом Вукова 20:7 који су тако први пут постали шампиони Србије.
Након две сезоне играња без опреме, четири клуба у Србији, Вукови, Дивљи вепрови, Сирмијум легионари и Нови Сад дјукси набавили су опрему и од 2006. године се укључују у СЕЛАФ лигу. Вукови и Вајлд борси су поново дошао до финала које се играло 8. октобра 2006. на стадиону Радничког са Новог Београда пред 3.000 гледалаца. Андреј Тасић најкориснији играч лиге се повредио у полуфиналу и није могао да игра финале. Химну Србије је пре утакмице отпевао глумац Никола Ђуричко. Крагујевац је био бољи и победио је са 23:12.
На почетку 2007. године Вукови су добили нови терен који се налази на Ади Циганлији. Вукови су на старту сезоне доживели пораз од новосадских Дјукса што ће се испотавити да је био једини пораз те сезоне. У полуфиналу ЦЕФЛ лиге у Београду савладали су аустријске ЦНЦ Гладијаторсе са 28:3, док су у финалу били бољи од Вулвса из Будимпеште. Вулвси су водили са 27:13, минут и четрдесет секунди пре краја, али је онда уследио преокрет и београдски Вукови су победили са 28:27 и постали прваци лиге. Недељу дана касније постали су и прваци Србије победивши на Ади Дјуксе са 25:15.
Сезона 2008. је почела добро за Вукове, али су ипак остали без трофеја. Прво су изгубили у финалу лиге Србије од Крагујевац вајлд борса са 38:31, а неколико месеци касније суизгубили и у финалу ЦЕФЛ лиге у Бечу од ЦНЦ Гладиаторса са 14:8.

### Раскол у САФС-у и успеси Вукова
Следећа сезоне је била пуно успешнија за Вукове. Након што су регуларни део ЦЕФЛ лиге завршили са седам победа и једним поразом од аустријских Блу девилса у полуфиналу су победили Љубљана силверхоксе 28:13, да би у финалу победили Блу девилсе са 39:20. У Србији Вукови су лако освојили првенство победом у финалу над Дјуксима 46:0. Међутим треба напоменути да је 2009. године дошло до раскола унутар САФС-а и формирала су се два паралелна савеза, САФС који су предводили Вајлд борси и Београд Блу Драгонси и СААФ који су формирали Београд вукови и Нови Сад дјукси заједно са још неколико клубова. Тако да су наредне две године игране две одвојене лиге.
И следеће сезоне Вукови су били доминантни у лиги Србије и завршили су сезону без пораза. У финалу су као и претходне сезоне победили Дјуксе са 40:2. Такође су одбранили трофеј у ЦЕФЛ лиги победом у финалу у Љубљани над Силверхоксима 42:20.

### Доминација у Суперлиги Србије и ЦЕФЛ лиги
Две српске федерације су се поново ујединили након паузе од две године, тако да је Суперлига Србије 2011. била много јаче такмичење. Пре почетка сезоне Вукови нису били сматрани за фаворите за освајање првенства. Велики проблеми са повредама су додатно ослабила екипу током сезоне. Међутим, Вукови су имали само један пораз у ЦЕФЛ лиги од Љубљана сливерхокса и један пораз у СААФ Суперлиге Србије од Вајлд борса из Крагујевца. После победе над Панчево пантерсима у полуфиналу СААФ Суперлиге Србије, Вукови су су се пласирали у финале које се играло у Крагујевцу. Вукови су одиграли једну од најбољих игара у историји тима и победили 51:36 домаће Вајлд борсе. Најбољи играч финала био је Братислав Бошњак, који је дошао пред почетак сезоне из Панчево Пантерса. Вукови су поново освојили ЦЕФЛ лигу, победивши у финалу Вулвсе 34:33 у Будимпешти. И пету сезону узастопну Вукови су остали непоражени на свом терену.
Пре почетка сезоне Вукови су довели новог тренера Шон Ембрија, тренера са искуством у Денвер бронкосима. Дана 13. марта 2012. године, највећа српски кабловска мрежа СББ је постала главни спонзор, а тим је променио име у СББ Вукови Београд. У Суперлиги Србије 2012. поново су у финалу победили највеће ривале Дивље вепрове са 35:24. У финалу ЦЕФЛ лиге Вукови су поражени од Љубљана силверхокса са 34:21. То је био њихов први пораз на Ади Циганлији након шест година.
Сезона 2013 ће бити упамћен као један од најдоминантнијих наступа Вукова у ЦЕФЛ лиги и Суперлиги Србије до данас. Вукови су освојили оба такмичења након једне утакмице. Пошто су оба тима квалификовала за оба финала, они су одлучили да играју једну утакмицу у Београду и Вукови су победили 42:0. Вукови су у целоје сезони имали 15 победа, без иједног пораза.
На почетку нове сезоне СББ Вукови су довели новог тренера Кирка Мастроматеа. Освојили су поново домаће првенство победом над Вепровима 27:17, ЦЕФЛ лигу победом над Љубљана силверхоксима такође 27:17, а играли су и у финалу првог издања Лиге шампионе, али су изгубиле финале против Рустерси Хелсинкија од 36:29.

### Сезона без трофеја
Након шест узастопних година у којима су освајали бар један трофеј, Вукови су сезону 2015 завршили без иједног трофеја. У Првој лиги Србије (највиши ранг променио име) регуларни део првенства су завршили на другом месту са 6 победа и поразом против Дјукса. Истовремено су ЦЕФЛ лигу завршили на трећем месту са 2 победе и поразом против Дјукса који се рачунао за оба такмичења. У полуфиналу Прве лиге победили су Императоре Ниш са 43:6, а у полуфиналу ЦЕФЛ лиге су победили Силверхоксе из Љубљане са 21:14. Пошто су се и Вукови и Дјукси кфалификовали за оба финала, они су одлучили да играју једну утакмицу у Новом Саду и Дјукси су победили 25:23. Четири минута пред крај Вукови су покушали да реализују четврти покушај за јард и нису успели, чиме су Дјукси добили шансу да организују последњи напад у чему су и успели и постали трећи тим у Србији који је постао првак државе.
У Лиги шампиона су поновили успех и пласирали се на фајнал фор који се одржавао на Стадиону Тржни центар у Београду. У полуфиналу су Вукови победили Лондон блиц са 35:28, али су као и претходне сезоне поражени у финалу. Пред око 2.500 гледалаца Вукови су поражеби од Карлстад крусејдерса са 84:49.

## Састав тима
Тренутни састав Вукова.
| Вукови Београд | Вукови Београд | Вукови Београд | Вукови Београд | Вукови Београд | Вукови Београд | Вукови Београд |
| --- | -------------- | --- | -------------- | --- | -------------- | --- |
| Дефанзивни бекови - 14 Марко Батес - 17 Иван Недељковић - 31 Бошко Бунушевац - 43 Стефан Цонић - 19 Милан Павловић - 23 Радован Поповић - 03 Филип Везмар - 29 Никола Васић - 57 Игор Николовски - 28 Андрија Дрча - 44 Никола Симовић - 21 Тиодор Грујовић Дефанзивни линијаши - 70 Душан Ченић - 98 Марко Милошевић - 48 Срђан Петковић - 99 Владимир Вулићевић - 92 Стефан Новашикић |                | - 90 Машан Вукотић - 48 Никола Јаснић - 99 Горан Димитријевић - 92 Бојан Пелверовић - 90 Новак Стојковић Лајнбекери - 46 Саша Ђурица - 52 Урош Колаковић - 30 Марко Недељковић - 59 Душан Тадић - 58 Саша Казанчић - 45 Роман Павленко Офанзивни линијаши - 75 Данијел Максимовић - 79 Дејан Шаренац - 63 Миодраг Лукић - 86 Никола Илић - 72 Иван Гавриловић - 50 Младен Стојановић |                | - 74 Душан Радојевић - 64 Филип Рилак - 71 Александар Станковић - 73 Лука Милетић - 64 Милош Томић - 71 Петар Копривица - 73 Милош Стаматовић Квотербекови - 06 Димитриј Јонев - 08 Џон Урибе Ранингбекови - 05 Марко Баковић - 32 Михаило Јосовић - 22 Слободан Обрадовић - 22 Крешимир Горша Тајтендови - 10 Војин Милић - 87 Добривоје Видосављевић |                | Вајд рисивери - 84 Марио Лугоња - 18 Вања Лугоња - 88 Марко Марић - 88 Урош Младеновски - 80 Ален Ружић - 81 Михаило Стефановић - 18 Стефан Митровић - 53 Ентони Вошингтон - 42 Филип Петровић - 42 Андреја Стајчић - 08 Михаило Живановић Кикер/Пантер - 84 Владимир Димитријевић |

## Највећи ривал
Џип боул (енгл. Jeep Bowl) је назив за дерби у америчком фудбалу у Србији који се игра између Вајлд борса и Вукова из Београда . Прву утакмицу су одиграли 22. марта 2003. на стадиону фудбалског клуба Јадран у Крагујевцу пред око 500 гледалаца и без опреме, а славили су Вепрови са 15:14. 
.
До сада је одиграно 38 међусобних сусрета. Тренутни резултат је 20−18 у корист Вајлд борса Крагујевчани су били успешнији у првим дербијима, да би последњих година Вукови имали више успеха.

## Успеси
| Такмичење             | Такмичење            | Број                 | Година                                                     |
| Национално првенство  | Национално првенство | Национално првенство | Национално првенство                                       |
| --------------------- | -------------------- | -------------------- | ---------------------------------------------------------- |
| Суперлига Србије      | Првак                | 10                   | 2007, 2009, 2010, 2011, 2012, 2013, 2014, 2021, 2022, 2024 |
| Суперлига Србије      | Други                | 5                    | 2004, 2006, 2008, 2015, 2023                               |
| Регионална такмичења  |                      |                      |                                                            |
| ЦЕФЛ лига             | Победник             | 6                    | 2007, 2009, 2010, 2011, 2013, 2014                         |
| ЦЕФЛ лига             | Други                | 4                    | 2006, 2008, 2012, 2015                                     |
| Међународна такмичења |                      |                      |                                                            |
| ИФАФ Лига шампиона    | Победник             | 0                    | /                                                          |
| ИФАФ Лига шампиона    | Други                | 2                    | 2014, 2015                                                 |

## Новији резултати
| Сезона | Ранг | Лига             | Регуларни део      | Ут. | Поб. | Пор. | Плеј-оф    |
| ------ | ---- | ---------------- | ------------------ | --- | ---- | ---- | ---------- |
| 2011.  | 1    | Суперлига Србије | 1. место           | 7   | 7    | 0    | Првак      |
| 2012.  | 1    | Суперлига Србије | 1. место           | 7   | 7    | 0    | Првак      |
| 2013.  | 1    | Суперлига Србије | 1. место           | 7   | 7    | 0    | Првак      |
| 2014.  | 1    | Суперлига Србије | 1. место           | 7   | 7    | 0    | Првак      |
| 2015.  | 1    | Прва лига Србије | 2. место           | 7   | 6    | 1    | Финале     |
| 2016.  | 1    | Прва лига Србије | 1. место           | 7   | 7    | 0    | Финале     |
| 2017.  | 1    | Прва лига Србије | 2. место           | 7   | 6    | 1    | Полуфинале |
| 2018.  | 1    | Прва лига Србије | 2. место           | 7   | 6    | 1    | Финале     |
| 2019.  | 1    | Прва лига Србије | 1. место (група Б) | 7   | 6    | 1    | Финале     |
| 2021.  | 1    | Прва лига Србије | 1. место           | 6   | 6    | 0    | Првак      |
| 2022.  | 1    | Прва лига Србије | 1. место           | 6   | 6    | 0    | Првак      |
| 2023.  | 1    | Прва лига Србије | 2. место           | 6   | 4    | 2    | Финале     |
| 2024   | 1    | Прва лига Србије | 1. место           | 8   | 7    | 1    | Првак      |